# Noordoost-Delhi
Noordoost-Delhi is een district van het Indiase Nationaal Hoofdstedelijk Territorium van Delhi. In 2001 telde het district 1.763.712 inwoners op een oppervlakte van 60 km². Een deel van het grondgebied werd in 2012 echter overgeheveld naar het nieuw gevormde district Shahdara.
Het district ligt samen met de districten Shahdara en Oost-Delhi op de linkeroever van de rivier de Yamuna, tegenover de rest van Delhi.

## Plaatsen
Qua inwoneraantal bestaat het district voor meer dan de helft uit de gemeente Delhi. De volgende plaatsen van meer dan 20.000 inwoners (2001) vallen buiten de gemeente Delhi:
- Karawal Nagar
- Jiwan Pur (of Johri Pur)
- Mustafabad
- Khajoori Khas
- Sadat Pur Gujran
- Mirpur Turk
- Ziauddin Pur
- Gokal Pur
- Jaffrabad